# تشاك موسر
تشاك موسر (بالإنجليزية: Chuck Moser)‏ هو مدرب رياضي أمريكي، ولد في 9 سبتمبر 1918 في تشيليكوث في الولايات المتحدة، وتوفي في 8 مايو 1995.